# Берналь, Либорио
Либорио Берналь (исп. Liborio Bernal; 23 июля 1838, Буэнос-Айрес — 2 февраля 1901, Ремедиос-де-Эскалада) — аргентинский военный, участвовавший в гражданских войнах в Аргентине, в Парагвайской войне и в Завоевании пустыни.

## Биография
Родился 23 июля 1838 года в Буэнос-Айресе. Сын Хуана Хосе Берналя и Марии де ла Энкарнасьон Хосефы Дионисии Падросы Арельяно.
В 1861 году он вступил в армию Буэнос-Айреса и участвовал в битве при Павоне. Принимал участие в кампаниях против Чачо Пеньялосы в Сан-Луисе и Ла-Риохе, сражаясь более чем в десяти сражениях.
Он участвовал в Парагвайской войне, сражаясь в битвах при Ятае, Эстеро-Бельяко и Туюти. В этом последнем бою он был ранен, поэтому вернулся на фронт только в битве при Ломас-Валентинас в звании подполковника.
В 1870 году он сражался против войск последнего федерального лидера Рикардо Лопеса Хордана из Энтре-Риос, отличившись в битве при Саусе под командованием генерала Эмилио Конесы.
В 1871 году он поступил на пограничную службу, ведя борьбу с коренным населением региона Пемпеана, и был командиром форта Хенераль-Левалье. В 1874 году он стал командиром Кармен-де-Патагонес и занимал эту очень важную должность до конца того десятилетия. Он возобновил договоры с главным касиком Реукекурой, братом Кальфукуры и вождем северной части нынешней провинции Неукен.
В 1879 году он принял участие в Завоевании пустыни, организованном Хулио Архентино Рока, отличившись в снабжении дивизий и в наступлении на Чоэле-Чоэль.
В 1880 году он участвовал в подавлении революции в Буэнос-Айресе под руководством Карлоса Техедора, принимая участие в сражениях при Пуэнте-Альсина и Лос-Корралес. За военные заслуги он получил звание полковника. В течение многих лет нёс службу в районе рек Рио-Негро и Лимай. В 1881 году он участвовал в кампании полковника Конрадо Вильегаса к югу от бассейна реки Рио-Негро в качестве командира третьей бригады.
В 1890 году он участвовал в подавлении Парковой революции и был произведен в генералы.
В 1893 году он был назначен комендантом в Росарио и Санта-Фе, где вспыхнула вторая радикальная революция. Он подавил революционеров и сохранил военный контроль, но оставил политическое командование двум последовательным интервентам, которые не отреагировали должным образом на приказы президента Карлоса Пеллегрини. Он назначил Бернала уполномоченным провинции Санта-Фе, который назначил выборы и оставил правительство в руках правящей партии.
В 1894 году он был назначен губернатором Национальной территории Рио-Негро. Он сыграл видную роль в организации орошения земель в верхней долине реки Негро и был одним из основателей Сан-Карлос-де-Барилоче. Его обвинили в геноциде коренных общин и присвоении больших участков земли, принадлежавших коренным народам, включая мапуче, ранкель и теуэльче.
Отец будущей жены президента Аргентины Агустина Педро Хусто.
Либорио Берналь скончался в своем доме в Ремедиос-де-Эскалада, провинция Буэнос-Айрес, в феврале 1901 года.
С 1875 года Либорио Берналь был женат на Ане Петрониле Мерседес Харрис Креспо (1858—1934), от брака с которой у него было двое детей:
- Диего Либорио Берналь Харрис (2 февраля 1877 — 29 ноября 1919)
- Ана Энкарнасьон Берналь Харрис (9 июня 1878 — 26 декабря 1942).